# Manta Cars

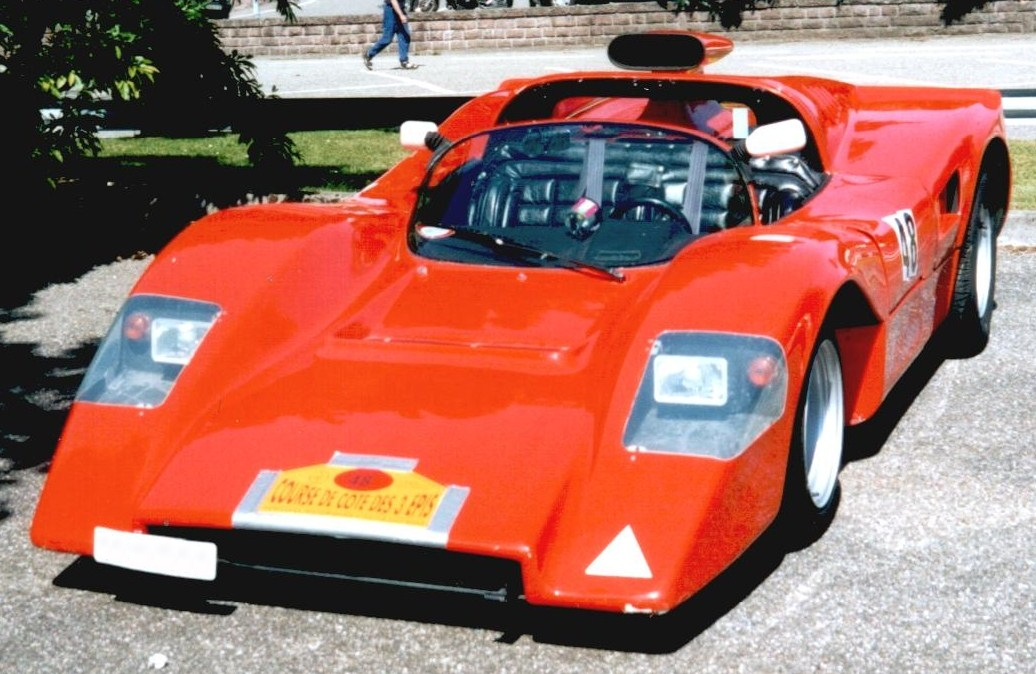
Manta Mirage

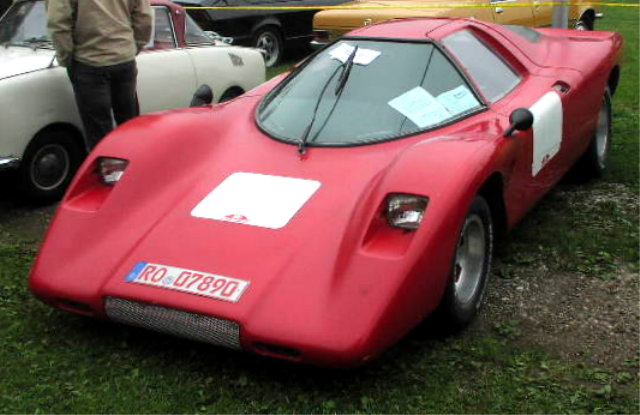
Manta Montage

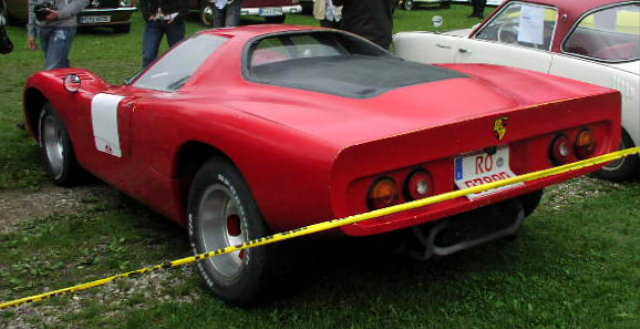
Heckansicht

Manta Cars Inc. war ein US-amerikanischer Hersteller von Automobilen.

## Unternehmensgeschichte
Das Unternehmen wurde am 21. Mai 1974 in Santa Ana in Kalifornien gegründet. Inhaber waren die Brüder Brad und Tim Lovette. Sie fertigten Automobile und Kit Cars. Der Markenname lautete Manta. Nach dem Tod von Brad Lovette wurde Craig Shirey der Partner von Tim Lovette. 1991 endete die Produktion. Insgesamt entstanden über 750 Fahrzeuge.
Warp Five setzte die Produktion einiger Modelle unter eigenem Namen fort.

## Fahrzeuge
Das erste Modell war der Mirage. Das Fahrzeug im Stil eines CanAm-Rennwagens bot Platz für zwei Personen. Die Basis bildete ein Stahlrohrrahmen. Ein V8-Motor war hinter den Sitzen in Mittelmotorbauweise montiert und trieb die Hinterräder an. Der Motor stammte in den meisten Fällen von Chevrolet, selten von Buick oder Ford. Die vordere Radaufhängung wurde vom VW Käfer übernommen.
Etwa 1976 folgte der Montage. Diese Nachbildung des McLaren M6 GT von 1969 basierte auf einem Fahrgestell vom VW Käfer. Der Montage T hatte einen Stahlrahmen und leistungsstärkere Motoren. Genannt sind Vierzylindermotoren vom VW Scirocco und V6-Motoren von General Motors.
Das letzte Modell war die Nachbildung einer Corvette C1 von 1955.